# Rattan
Rattan város az Amerikai Egyesült Államok Oklahoma államában, Pushmataha megyében. Lakosainak száma 276 fő (2020. április 1.).

## Népesség
A település népességének változása:

| 2010 | 310 |
| 2020 | 276 |